# دوري الفلبين لكرة القدم
دوري الفلبين لكرة القدم أو الدوري الفلبيني لكرة القدم، هو دوري كرة قدم محترف للرجال في الفلبين، تأسس الدوري رسمياً في 2017. لأسباب تتعلق بالرعاية، أصبح يُعرف رسميًا منذ عام 2020 باسم الدوري الفلبيني لكرة القدم. تمت الموافقة عليه من قبل الاتحاد الفلبيني لكرة القدم وتنظمه شركة Liga Futbol Inc، وهي مسابقة كرة القدم الأساسية في البلاد. اعتبارًا من موسم 2022–23، يتنافس عليها 5 أندية، حيث يلعب كل فريق ضد الآخر 4 مرات (مرتين ذهابًا وإيابًا)، ويمتد الموسم من أغسطس إلى يونيو. ولا يوجد في الدوري نظام للصعود والهبوط، على الرغم من وجود خطط لذلك في المستقبل.